# Български научни открития
Това е списък на едни от най-значимите български научни открития, изобретения и постижения.

## Образование
- Климент Охридски – български просветител и един от най-изявените ученици на Кирил и Методий и изобретател на кирилицата, използвана в Източна Европа и Северна и Централна Азия.
- Сугестопедия, метод за скоростно учене на чужди езици, разработен от Георги Лозанов.

## Физика
- Фотоелекретен ефект, открит от Георги Наджаков. Това е първото българско откритие във физиката. През 1937 г. е създадено ново стабилно състояние на веществото – при едновременно действие на електрично поле и светлина върху определени диелектрици и полупроводници в образеца възниква постоянна поляризация.
- Молекулно-кинетична теория за формирането и растежа на кристалите е теория за растежа на кристалите, разработена от Иван Странски и Ростислав Каишев.

## Биология
- Lactobacillus bulgaricus, или млечно-киселата бактерия, която предизвиква ферментацията, необходима за получаване на киселото мляко. Открита е през 1905 г. от българския микробиолог Стамен Григоров.

## Химия
- Реакция на Иванов е реакция между два реактива: гриняров реактив (R-MgX) и фенилоцетна киселина, която намира широко и разнообразно приложение в органичния синтез. Открита е от Димитър Иванов през 1931 г.

## Медицина
- Шести сърдечен тон, известен в медицината като „тон на Митев“. Откритието е направено от Иван Иванов Митев през 1973 г.
- Синдром на Рефетов, е резистентност към тиротропин (RTSH) и наследствен дефект, който засяга метаболизма на тиреоидните хормони чрез мутации в гена SECISBP2. Открит е от Самуил Рефетов през 1989 г.
- Противозачатъчното хапче; един от откривателите на progestin norethindrone, което впоследствие се превръща в първото противозачатъчно хапче, е Карл Джераси през 1951 г.[1][2][3]
- Нивалин е лекарство, използване за лечение на лека до умерена болест на Алцхаймер и различни други увреждания на паметта. Открито е от Димитър Пасков през 1959 г.
- Балканската ендемична нефропатия е фамилна, бавно прогресираща, хронична бъбречна болест с коварно начало през петата декада на живота и терминална бъбречна недостатъчност в шестото или седмото десетилетие. Открита е от българския нефролог Йото Танчев през 1956 г.[4][5]

## Астрономия
- Най-отдалечената планета OGLE-TR-56b се намира на 5000 светлинни години от Слънцето в съзвездието Стрелец. Ръководител на екипа, направил откритието, е проф. Димитър Съселов.
- Множество астероиди, открити от българи и носещи български имена – виж Списък на астероиди, свързани с България

## Авиация
- Патент за първия български самолет е публикуван във Франция от Георги Божинов през 1912 г.
- Първият български самолет е създаден от Асен Йорданов през 1915 г. В този самолет той въвежда третото крило за първи път в света. То служи за стабилизиране на самолета при по-големи наклони от 45°.
- Първата жена-пилот на боен самолет е Райна Касабова, която участва в боен полет по време на Балканската война.
- Първата авиационна бомба е конструирана от Симеон Петров през 1912 г. и е използвана за първата тактическа бомбардировка в света, извършена от Радул Милков и Продан Таракчиев над Одрин, по време на Балканската война през 1912 г.

## Техника
- Телефонен секретар е изобретен от Асен Йорданов през 1951 г.
- Касетофон е изобретен от Асен Йорданов през 1951 г.
- Въздушна възглавница е изобретена от Асен Йорданов, като в началото е била за конструирана за самолети, но впоследствие е намерила приложение и при автомобилите.
- Компютър на Атанасов-Бери, съдържащ елементи от съвременния компютър, е изобретен от Джон Атанасов през 1939 г.
- Електронен ръчен часовник е изобретен от Петър Петров през 1969 г.
- Реактивните двигатели на лунния модул „Орел“ са изобретени от Иван Ночев. Те осигуряват плавното кацане на модула „Орел“ с космонавтите на Луната, а след това и успешното им завръщане и скачване с очакващия ги в около лунна орбита космически кораб.
- Ангел Балевски и Иван Димов изобретяват метода леене с газово противоналягане, ползван и за изливане на високоякостни метални изделия.
- Говореща книга за слепи е изобретена от студента Лъчезар Цветанов.

## Специални ефекти
- V-Ray е технология за създаване на 3D фотореалистични изображения. Изобретена е от Владимир Койлазов и Петър Митев през 2017 г. Владимир Койлазов получава „Oскар“ в категорията „Научни и инженерни технологии“ за „оригинална концепция, дизайн и прилагане на технологията V-Ray“.
- Нова система за рендериране на изображения, изобретена от Георги Боршуков, Ким Либрери и Дан Пипони, за която печелят „Оскар“ през 2001 г. в категорията за технологични постижения. През 2015 г. печелят втори „Оскар“ за своята система, която позволява създаването на изключително реалистични човешки лица, като се използва компютърна анимация.

## Археология
- Най-старата човешка останка в Европа е открита от Николай Сираков и Жан-Люк Гуадели в пещерата Козарника, през 1992 г.в пласт на възраст 1,4 милиона години и се състои от зъб на представител на рода Homo.
- Най-старото обработено злато в света е открито във Варненския некропол. Смята се, че находките са най-старото технологично обработено злато в Европа и света, причислявано към т. нар. Култура Варна (4400 – 4100 г. пр. Хр.).